# Distichophyllum maibarae
Distichophyllum maibarae är en bladmossart som beskrevs av Bescherelle 1899. Distichophyllum maibarae ingår i släktet Distichophyllum och familjen Hookeriaceae. Inga underarter finns listade i Catalogue of Life.